# ミモザの島に消えた母
『ミモザの島に消えた母』（ミモザのしまにきえたはは、Boomerang）は2015年のフランスのドラマ映画。
フランソワ・ファヴラ監督の長編3作目の作品で、出演はロラン・ラフィットとメラニー・ロランなど。
原作はタチアナ・ド・ロネの2009年の小説『A Secret Kept』。子どもの時に母親を亡くした喪失感から立ち直れずにいる40歳の男性が30年の歳月を経て母の死の真相解明に乗り出して探り当てた真相を描いたミステリドラマ。

## ストーリー
「ミモザの島」とも呼ばれるノワールムティエ島で2人の子を持つ若い人妻クラリスが謎の死を遂げる。それから30年後、クラリスの息子アントワーヌは、40歳になった今もまだ母を亡くした喪失感を癒すことができないまま、結婚生活は破綻し、仕事もうまくいかずにいる。かかりつけの精神科医から母の死について家族と話し合うことを勧められるが、この30年間、母の死について語ることは家族の中で暗黙のうちにタブーとされていたのである。そんな中、アントワーヌは母の死の真相を知るために、父方の祖母ブランシュの家があったノワールムティエ島に向かう。そこで彼は母の死について父シャルルと祖母が何かを隠していることに気づくが、2人は頑なに口を閉ざす。
そんなある日、母が死んだ際に身につけていた高級腕時計の刻印から「Jean Wizman（ジャン・ウィズマン）」という人物の存在を知ったアントワーヌは、彼が母の愛人だったのではないかと疑う。シャルルはその時計は自分が中古で買った時計で刻印は前の持ち主のものであると言い張るが、アントワーヌは信じない。一方、アントワーヌの妹アガットは継母であるアンヌ＝ソフィを実母のように慕っており、アントワーヌが母の死にこだわることに批判的であるが、アントワーヌの娘マルゴから自らの性的指向について相談を受けたことをきっかけに、クラリスが女性とキスをする現場を目撃してしまったことを思い出し、その事実をアントワーヌに伝える。そこでアントワーヌは「Jean Wizman」が女性名「ジーン・ウィズマン」であることに気づき、彼女に会いに行く。ジーンはアントワーヌに、かつてクラリスと深く愛し合い、駆け落ちの約束までしていたが、土壇場で一方的に別れを告げる手紙を受け取り、それきりクラリスとは会えないまま今に至っていることを告白する。そしてクラリスが仕事一筋の夫との関係に悩み、姑との関係がうまくいっていなかったことを伝えるとともに、愛する子供たちを残して自殺することはあり得ないと主張する。母の死に祖母が何らかの形で関わっており、父がその事実を知りながら隠していると確信したアントワーヌは家族が集まったクリスマスの夜に父と祖母に詰め寄るが、怒り狂った父に追い出され、そのまま家族と疎遠になる。
その後、アントワーヌは恋人アンジェルと幸せに暮らしていたが、ある日、かつての使用人の女性ベルナデットと偶然に再会し、祖母が亡くなったことと葬儀が近々行われることを知らされる。葬儀の場でアントワーヌとアガットは参列したベルナデットから母の死の真相を告げられる。30年前、クラリスがジーンと恋人関係であることを知ったブランシュは、アントワーヌとアガットをベルナデットの家に預ける形で人質に取ると、子供たちと引き離すと脅して強引にクラリスにジーンへの別れの手紙を書かせる。ベルナデットはブランシュの命令にしたがって手紙をジーンに届けるが、その事実を知ったクラリスは泣きながらジーンを追って車を走らせる。しかし、その道は満潮で海に沈み、クラリスはそのまま帰らぬ人となる。この事実はブランシュからきつく口止めされており、ベルナデットは秘密を抱えながら30年もの間、苦しみ続けていたのである。葬儀が終わり、アガットは真相を隠していたシャルルを責める。シャルルもまた苦しんでいたのだが、アガットは父親を許すことができない。
しばらくして、アントワーヌとアンジェルは娘たちとパーティを開く。そこにアガットが現れ、久しぶりに兄妹で幸せな時間を過ごす。そこにジーンからアントワーヌ宛にメールが届く。そこには幸せな笑顔を見せるクラリスの姿を撮した動画が添付されていた。アントワーヌは笑みを浮かべながら映像を見つめる。

## キャスト
- アントワーヌ: ロラン・ラフィット（フランス語版） - 2人の娘を持つ40歳男性。離婚から半年。
- アガット: メラニー・ロラン - アントワーヌの妹。独身。
- アンジェル: オドレイ・ダナ - エンバーマーの女性。アントワーヌの恋人になる。
- シャルル: ウラディミール・ヨルダノフ（フランス語版） - アントワーヌとアガットの父。
- ブランシュ: ビュル・オジエ - シャルルの母。アントワーヌとアガットの祖母。
- クラリス: ガブリエル・アジェ（フランス語版） - アントワーヌとアガットの亡母。
- アンヌ＝ソフィ: アンヌ・ロワレ（フランス語版） - シャルルの後妻。アントワーヌとアガットの育ての母。
- アストリッド: アンヌ・スアレス（フランス語版） - アントワーヌの元妻。アガットの同僚。
- ベルナデット: リーズ・ラメトリー（フランス語版） - ノワールムティエ島の家の使用人。
- マルゴ: アンジェル・ガルニエ - アントワーヌとアストリッドの長女。
- ローズ: ローズ・ファヴラ - アントワーヌとアストリッドの次女。
- ジーン・ウィズマン: ケイト・モラン（フランス語版） - クラリスが通っていた絵画教室の講師。
- 精神分析医: エリック・エブアニー

## 作品の評価
アロシネによれば、フランスの14のメディアによる評価の平均点は5点満点中3.6点である。